# Matthew Saad Muhammad
Mateo Saad Muhammad (nacido como Maxwell Antonio Loach, el 16 de junio de 1954 - 25 de mayo de 2014) fue un boxeador que fue campeón de peso semipesado del mundo.
La madre de Saad Muhammad murió cuando él era un niño, y él y su hermano mayor fueron enviados a vivir con una tía. Cuando tenía cinco años, su tía no podía permitirse el lujo de cuidar a los dos y le indicó al hermano de Saad Muhammad para deshacerse de él. Su hermano lo llevó a Benjamin Franklin Parkway de Filadelfia y luego huyó. Saad Muhammad fue recogido por los Servicios Sociales Católicos. Las monjas le dieron el nombre de Matthew Franklin (después de la santa y la avenida donde fue encontrado). Matthew vivía en hogares de acogida hasta que una pareja de Filadelfia lo adoptó y lo crio y cuidó de él como si fuera su hijo propio.